# Wahlabkommen
Ein Wahlabkommen ist eine Vereinbarung zwischen verschiedenen konkurrierenden politischen Parteien im Vorfeld einer Wahl, in der Vereinbarungen über Kandidaturen (Wahlkreisabkommen) und den Wahlkampf (Wahlkampfabkommen) getroffen werden. In Ländern mit Verhältniswahlrecht sind Listenverbindungen ein vergleichbares Instrument.

## Wahlkreisabkommen
Bei Wahlen im Mehrheitswahlsystem sind Wahlkreisabkommen üblich. Hierbei gewinnt der jeweils im Wahlkreis stärkste Kandidat das Mandat, die Stimmen für die anderen Parteien spielen keine Rolle mehr. In Wahlkreisabkommen vereinbaren daher Parteien für umstrittene Wahlkreise, in denen sie selbst aber nicht damit rechnen können, aus eigener Kraft stärkste Kraft zu werden, einen Verzicht auf die Kandidatur. Stattdessen ruft die Partei zur Wahl des Kandidaten einer anderen Partei auf und hebt ihn dadurch ins Parlament. Im Gegenzug verzichtet die andere Partei in anderen Wahlkreisen auf ihren Kandidaten und ruft dort zur Wahl des Kandidaten der Vertragspartei auf.
Wahlkreisabkommen werden üblicherweise von Parteien geschlossen, deren Grundüberzeugungen Gemeinsamkeiten aufweisen. Ansonsten wäre die Bereitschaft der Wähler, aus taktischen Gründen Kandidaten einer anderen Partei zu wählen, gering.
Wahlkreisabkommen sind rechtlich nicht einklagbar, sondern basieren auf Vertrauen. Beispielsweise wurde das Mandat des Reichstagsabgeordneten Wilhelm Kahl 1920 auch mit der Argumentation angegriffen, es hätte ein abweichendes Wahlabkommen bestanden. Das Wahlprüfungsgericht erklärte jedoch:

„Wahlabkommen sind für die Beurteilung der Zuteilung der Abgeordnetensitze nicht zu berücksichtigen, sie sind innerer Natur“

Carl-Wilhelm Reibel beschreibt für die Wahlen für den Reichstag des Deutschen Kaiserreichs acht Typen von Wahlkreisabkommen:
1. "Freies Bündnis": Parteien (typischerweise solche, die keine Chance auf einen eigenen Sieg haben) rufen zur Wahl von Kandidaten politisch nahestehender Parteien auf ohne dafür Gegenleistungen zu verlangen oder zu erhalten
2. "Organisationsbündnis": Parteien bilden vor der Wahl einen gemeinsamen Wahlkreiswahlverein und einigen sich auf einen gemeinsamen Kandidaten. Überregionale Beispiele sind die Kartellparteien oder der Bülow-Block.
3. "Plattformbündnis": Eine oder mehrere Parteien unterstützten den Kandidaten einer anderen Partei, nach dem dieser im Vorfeld inhaltliche Zusagen gemacht hatte (z. B. sich einer bestimmten Fraktion anzuschließen oder in bestimmten Abstimmungen ein vereinbartes Abstimmungsverhalten zu zeigen). Dies war im Kaiserreich die häufigste Form eines Wahlkreisabkommens. Diese Bündnisform ist ähnlich einer Wahlkapitulation.
4. "Stellvertretungsbündnis": Mehrere Parteien verzichten auf das Aufstellen eigener Kandidaten zu Gunsten eines Kandidaten einer anderen Partei. Konnte man sich nicht auf die Fraktion einigen, der der Kandidat beitreten sollte, kandidierte dieser oft als parteilos oder "unbestimmt".
5. "Diachrones Abkommen": Hier unterstützte eine Partei den Kandidaten einer anderen Partei und diese unterstützte im Gegenzug bei der nächsten Wahl den Kandidaten der ersten. Hierbei kam es oft auch zu der Kombination, dass die zweite Wahl die nächste Landtagswahl war.
6. "Alternierendes Abkommen": Hier unterstützte eine Partei den Kandidaten einer anderen Partei und diese stellte im Gegenzug bei der nächsten Wahl den gemeinsamen Kandidaten. Letztlich war dies ein Sonderfall des Diachronen Abkommens und kam selten vor.
7. "Wahlkreisübergreifendes Aussparungsabkommen": Hier unterstützte eine Partei den Kandidaten einer anderen Partei im Wahlkreis A und die andere unterstützte im Gegenzug den Kandidaten der ersten Partei im Wahlkreis B.[2]

Als Stichwahlabkommen wird ein Wahlkreisabkommen bezeichnet, bei dem zwei Parteien oder Kandidaten, die im ersten Wahlgang gegeneinander antreten, vereinbaren, dass derjenige, der die Stichwahl nicht erreicht, in der Stichwahl zur Wahl des anderen aufruft.

### Wahlkreisabkommen in der Bundesrepublik Deutschland
In der Bundesrepublik Deutschland spielen Wahlkreisabkommen eine untergeordnete Rolle, da der Charakter des Verhältniswahlrechtes überwiegt. Die wichtigste Ausnahme waren die Bundestagswahlen 1953 und 1957. Da die Deutsche Partei die Fünf-Prozent-Hürde wahrscheinlich nicht überspringen würde, verzichtete die CDU in einer Reihe von Wahlkreisen auf Kandidaten und rief zur Wahl der Wahlkreiskandidaten der DP auf. Diese konnte aufgrund der erreichten Wahlkreismandate in den Bundestag einziehen.

## Wahlabkommen auf Landesebene
Gegenstand eines Wahlabkommens kann auch der Verzicht des Antritts bei ganzen Wahlen sein. So vereinbarten die rechtsextremen Parteien Nationaldemokratische Partei Deutschlands (NPD) und Deutsche Volksunion (DVU) im so genannten Deutschlandpakt den gegenseitigen Verzicht auf die Teilnahme an den Landtagswahlen in Sachsen und in Brandenburg am 19. September 2004.